# Emily Meade
Emily Meade (ur. 10 stycznia 1989 w Nowym Jorku) – amerykańska aktorka, która wystąpiła m.in. w filmach Zakładnik z Wall Street, Dlaczego mi nie powiedziałeś? i Anatomia strachu.

## Filmografia

### Filmy
| Rok  | Tytuł                                    | Rola                  | Uwagi |
| ---- | ---------------------------------------- | --------------------- | ----- |
| 2006 | The House Is Burning                     | Anne                  |       |
| 2008 | Assassination of a High School President | Tiffany Ashwood       |       |
| 2010 | Odlot (Twelve)                           | Jessica Brayson       |       |
| 2010 | Burning Palms                            | Chloe Marx            |       |
| 2010 | Zbaw mnie ode złego                      | Leah 'Fang' Hellerman |       |
| 2011 | Silver Tongues                           | Rachel                |       |
| 2011 | Anatomia strachu                         | Kendra                |       |
| 2011 | Kobieta na skraju dojrzałości            | Denny's Waitress      |       |
| 2012 | Sleepwalk with Me                        | Samantha              |       |
| 2012 | Adventures in the Sin Bin                | Suzie                 |       |
| 2012 | Między nami seksoholikami                | Becky                 |       |
| 2013 | Zimowy ptaszek                           | Paula                 |       |
| 2013 | Gimme Shelter                            | Cassandra             |       |
| 2014 | Ten niezręczny moment                    | Christy               |       |
| 2014 | Gabriel                                  | Alice                 |       |
| 2015 | Dlaczego mi nie powiedziałeś?            | Gabbi                 |       |
| 2015 | Charlie, Trevor and a Girl Savannah      | Savannah              |       |
| 2016 | Zakładnik z Wall Street                  | Molly                 |       |
| 2016 | Nerve                                    | Sydney Sloane         |       |
| 2018 | Chrzest ogniem (Trial by Fire)           | Stacy Willingham      |       |

### Telewizja
| Rok        | Tytuł                              | Rola                   | Uwagi                      |
| ---------- | ---------------------------------- | ---------------------- | -------------------------- |
| 2008, 2011 | Prawo i porządek: sekcja specjalna | Anna; Corinne Stafford | 2 odc.                     |
| 2009       | Back                               | Shannon Miles          | film TV                    |
| 2010, 2024 | Prawo i porządek                   | różne role             | 2 odc.                     |
| 2010       | Zakazane imperium                  | Pearl                  | 2 odc.                     |
| 2011       | Fringe: Na granicy światów         | Ella Dunham            | 1 odc.                     |
| 2013       | Trooper                            | Eloise                 | film TV                    |
| 2014       | Pozostawieni                       | Aimee                  | gł. rola (sezon 1); 6 odc. |
| 2016       | Broad City                         | Maxanne                | 1 odc.                     |
| 2016       | Mother, May I Sleep with Danger?   | Pearl                  | film TV                    |
| 2017–2019  | Kroniki Times Square               | Lori Madison           | gł. rola; 25 odc.          |
| 2023       | Nierozłączne                       | Susan                  | 5 odc.                     |
| 2024       | Pingwin                            | młoda Francis          | 2 odc.                     |